# Яжевика
Яжевика (также распространено написание ЯжеВика, настоящее имя — Виктория Вячеславовна Которова; род. 30 апреля 1986 года в Казани) — российская певица, автор-исполнитель.

## Биография
С 6 лет посещала музыкальную школу, в 15 лет поступает в Казанское музыкальное училище на дирижёрско-хоровое отделение. Не доучившись последний курс, в 2007 году Виктория со своей рок-группой (тогда начинающая певица предпочитала музыку в стиле Nirvana и Guns N’ Roses) переезжает в Москву.
На протяжении нескольких лет регулярно концертирует со своим постоянным гитаристом Дмитрием Ларионовым, переехавшим вместе с ней из Казани, по маленьким московским клубам. Музыкальное творчество постепенно меняет направление, превращаясь из хард-рока в поп-рок.

## Сотрудничество
Одновременно с собственным музыкальным творчеством Виктория пишет тексты и музыку для певицы МакSим («Небо цвета молока» из альбома Трудный возраст, «Секретов Нет» и «Любовь» из альбома «Мой рай», «Одиночка»), Полины Гагариной («Я обещаю», «Вернись, любовь» (слова) и Ёлки («Бросай»).

## Образование коллектива
В 2010 году Виктория взяла псевдоним Яжевика, собрала постоянный музыкальный коллектив и вскоре выпустила сингл «Галлюциногенный». На песню было сделано несколько ремиксов и снят клип, который вошёл в ротацию музыкальных телеканалов и набрал более полумиллиона просмотров на интернет-ресурсе «YouTube». По результатам, опубликованным на аналитическом музыкальном портале RedStar, сингл «Галлюциногенный» поднялся до 15 места в «Чарте Продаж». Группа была признана победителем в категории «Арт-Мастер» на шестнадцатом молодёжном рок-фестивале «Арт площадка 2011 — новое поколение».

## Карьера
- Летом 2011 года в Киеве на студии Сергея Грачева записана песня «Меткая», состоялось выступление певицы на музыкальном вечере журнала Billboard[7][8].
- 3 ноября 2011 года в Белгороде состоялся первый сольный концерт Яжевики[9].
- 27 ноября 2011 года в Ледовом дворце Санкт-Петербурга певице вручили «Золотой Граммофон» за песню «Меткая»[10].
- 8 мая состоялась премьера клипа на песню «Город тает».
- В октябре 2012 года сыграла роль популярной певицы в эпизоде телесериала «Дневник доктора Зайцевой», к которому ранее написала саундтрек «Это любовь»[11].
- 12 декабря 2012 года вышел клип на песню «Это любовь».

## Дискография

### Синглы
| 2010 | «Галлюциногенный»   | 2   | 1 | 7 | 4 | 8 | 216 | 1 | 5 |
| 2011 | «Меткая»            | 315 | — | — | — | — | 241 | — | — |
| 2011 | «Так молоды»        | 230 | — | — | — | — | 190 | — | — |
| 2012 | «Это любовь»        | 2   | 2 | 4 | 1 | 1 | 1   | 1 | 3 |
| 2012 | «Город тает»        | 162 | — | — | — | — | 25  | — | — |
| 2012 | «Правило листопада» | 223 | — | — | — | — | 103 | — | — |
| 2013 | «От тебя до Москвы» | 279 | — | — | — | — | 218 | — | — |

«—» означает, что песня отсутствовала в чарте.

### Видеография
| Год  | Клип                    | Режиссёр        | Альбом |
| ---- | ----------------------- | --------------- | ------ |
| 2010 | «Галлюциногенный»       | Дмитрий Булин   | TBA    |
| 2012 | «Город тает»            | Эхтибар Беширов | TBA    |
| 2012 | «Это любовь»            |                 | TBA    |
| 2013 | «Вливайся» (feat L'One) |                 | ТВА    |

### Песни, не издававшиеся в номерных альбомах
1. Галлюциногенный
2. Ледяной
3. Лето
4. Облако
5. Стены
6. Фея
7. Маленькое чудо
8. Меткая
9. Мой блуждающий огонь
10. Так молоды
11. Это любовь
12. Город тает
13. Правило листопада
14. От тебя до Москвы
15. Ночью хочется кричать
16. Вливайся (feat L'One) (Гимн Олимпийских игр в Сочи-2014)

## Состав
- Виктория Которова — вокал, слова, музыка.
- Дмитрий Ларионов — гитара.
- Алексей Тимофеев — бас-гитара.
- Константин Сурков — ударные.